# Gynoplistia melanopyga
Gynoplistia melanopyga är en tvåvingeart som beskrevs av Ignaz Rudolph Schiner 1868. Gynoplistia melanopyga ingår i släktet Gynoplistia och familjen småharkrankar. Inga underarter finns listade i Catalogue of Life.